# OSCA

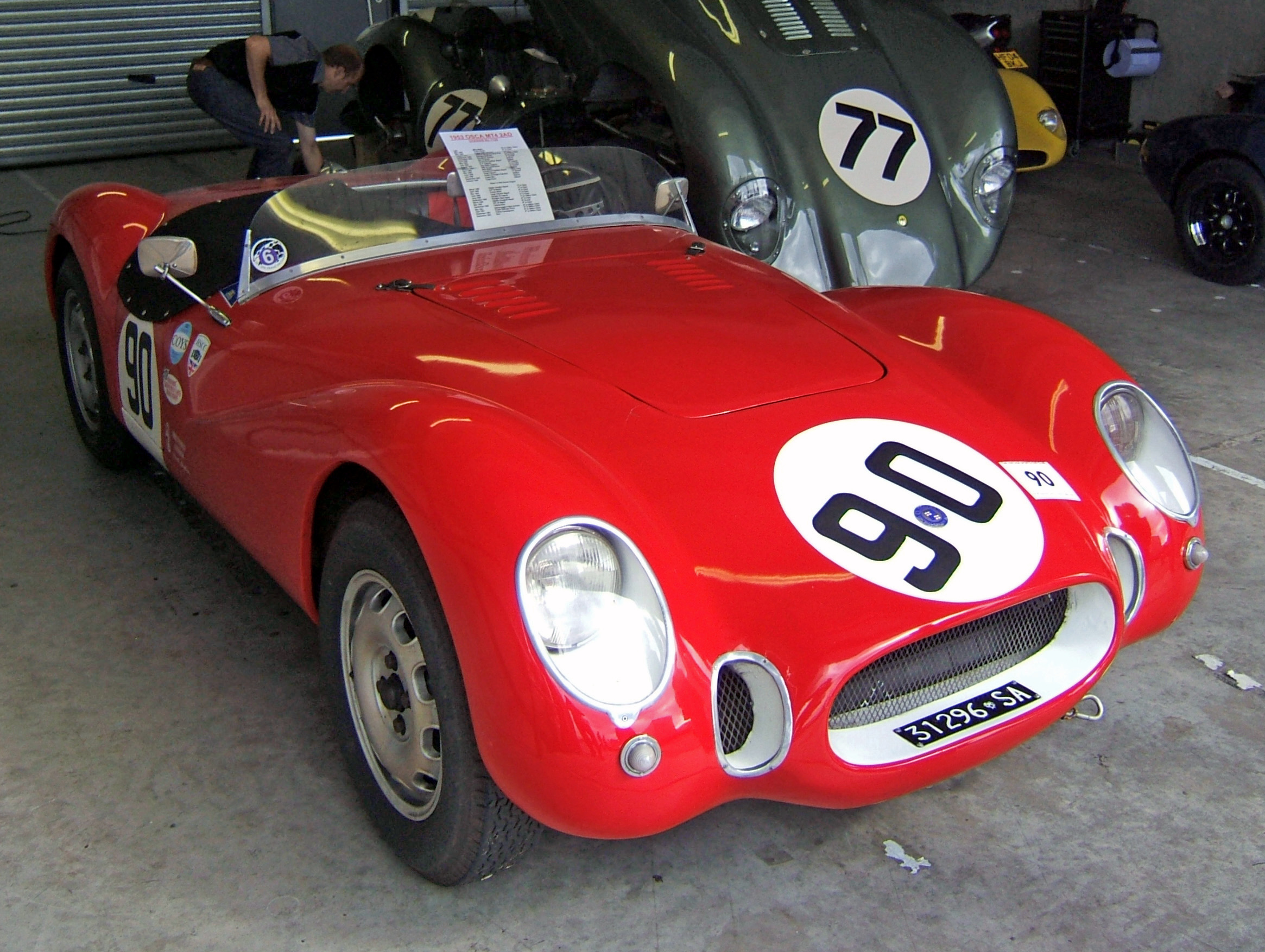
OSCA MT4

OSCA (Officine Specializzate Costruzioni Automobili) was een Italiaans automerk dat werd opgericht door de gebroeders Maserati in 1947.

## Geschiedenis
In 1937 moesten de broers hun bedrijf Maserati vanwege financiële moeilijkheden verkopen aan de familie Orsi. Ze werkten nog tien jaar samen met Orsi, maar Orsi wilde wagens bouwen voor de openbare weg terwijl de gebroeders Maserati meer interesse hadden in racewagens. In 1947 verlieten Ernesto Maserati, Ettore Maserati en Bindo Maserati Maserati om het bedrijf OSCA op te richten.
De eerste wagen die ze bouwden was de OSCA MT4, Maserati tipo 4 waarbij de 4 op het aantal cilinders duidde. Het was een lichte, open sportwagen met een 1092 cc motor die goed was voor iets meer dan 70 Pk. De MT4 werd nog in verschillende uitvoeringen doorontwikkeld tot 1957.
In 1951 werd de OSCA Tipo G ontwikkeld voor het nieuwe Formule 1-kampioenschap en in 1956 bouwden ze de OSCA Tipo S met een 749 cc motor om mee te doen in de 750-klasse van de autosport. In 1958 wonnen Alejandro de Tomaso en Colin Davis met een Osca Tipo S de 24 uur van Le Mans in deze klasse.
In 1963 werd OSCA verkocht aan MV Agusta wat nog resulteerde in de OSCA MV Coupé en Spider, maar in 1966 werd het bedrijf gesloten.
GMP Automobili stelde in 1999 opnieuw een wagen voor met een OSCA-logo: de OSCA 2500 GT. Onder andere Luca Zagato (zoon van Gianni Zagato) en Alferi Maserati (zoon van Ernesto Maserati) hielpen mee bij het ontwikkelen van deze nieuwe sportwagen. De wagen kon beschikken over een 2457 cc motor van Subaru. Opvallend was ook het gebruik van het Touring Superleggera-logo. De naam van de wagen werd later veranderd in OSCA Dromos.

## Modellen
- OSCA MT4 (1948-1957)
- OSCA TN (1955-1957)
- OSCA Tipo G (1951)
- OSCA Tipo F2 (1952)
- OSCA 2000 S (1954)
- OSCA Tipo S (1956-1960)
- OSCA Tipo J (1959-1961)
- OSCA 1600 GT (1960-1963)
- OSCA 1600 SP (1963)
- OSCA 1600 TC (1964)
- OSCA 1050 (1964)
- OSCA MV (1965)
- OSCA 2500 GT (1999)

- Virtual International Authority File: 237050961